# Keisya Levronka
Keisya Levronka (2 februari 2003) is een Indonesische zangeres en actrice. Ze begon haar carrière in de entertainmentwereld met haar deelname aan het tiende seizoen van de Indonesische talentenjacht Indonesian Idol, die in 2019-2020 werd uitgezonden op RCTI. Na haar deelname aan Indonesian Idol sloot ze zich aan bij platenlabel Universal Music Indonesia en maakte ze haar debuut als zangeres met het nummer "Jadi Kekasihku Saja". Naast haar carrière in de muziekwereld betrad Keisya Levronka in 2021 ook de acteerwereld met haar acteerdebuut in de serie Jingga dan Senja.
In 2022 wist haar vierde nummer, "Tak Ingin Usai", verschillende digitale muziekhitlijsten in Indonesië te halen, waaronder de Billboard Indonesia-hitlijsten gedurende elf weken. Het nummer leverde haar ook de eerste prijs van haar carrière op tijdens een muziekprijsuitreiking in Maleisië, de Anugerah Industri Muzik, voor "Beste Maleisische lied gepresenteerd door een buitenlandse artiest".